# Eleonora Žofie Šlesvicko-Holštýnsko-Sonderburská
Eleonora Žofie Šlesvicko-Holštýnsko-Sonderburská (14. února 1603, Sønderborg – 5. ledna 1675, Ballenstedt) byla členkou dánské královské rodiny a manželkou knížete Kristiána II. Anhaltsko-Bernburského.

## Život
Eleonora Žofie se narodila 14. února 1603 v Sønderborgu jako nejmladší dítě vévody Jana II. Šlesvicko-Holštýnsko-Sonderburského a jeho druhé manželky Anežky Hedviky Anhaltské, dcery prince Jáchyma Arnošta Anhaltského.
28. února 1625 se dvaadvacetiletá Eleonora v Ahrensböku provdala za o tři roky staršího Kristiána Anhaltsko-Bernburského, syna knížete Kristiána I. Anhaltsko-Bernburského. Za třicet jedna let manželství porodila Eleonora Žofie patnáct dětí:
- Beringer Anhaltsko-Bernburský (21. dubna 1626 – 17. října 1627)
- Žofie Anhaltsko-Bernburská (11. září 1627 – 12. září 1627)
- Jáchym Arnošt Anhaltsko-Bernburský (13. června 1629 – 23. prosince 1629)
- Kristián Anhaltsko-Bernburský (2. ledna 1631 – 20. června 1631)
- Erdmann Gideon Anhaltsko-Bernburský (21. ledna 1632 – 4. dubna 1649)
- Bogislav Anhaltsko-Bernburský (7. října 1633 – 7. února 1634)
- Viktor Amadeus Anhaltsko-Bernburský (6. října 1634 – 14. února 1718), ⚭ 1667 Alžběta Falcko-Zweibrückenská (22. března 1642 – 18. dubna 1677)
- Eleonora Hedvika Anhaltsko-Bernburská (28. října 1635 – 10. září 1685)
- Ernestina Augusta Anhaltsko-Bernburská (23. prosince 1636 – 5. října 1659)
- Angelika Anhaltsko-Bernburská (6. června 1639 – 13. října 1688)
- Anna Žofie Anhaltsko-Bernburská (13. září 1640 – 25. dubna 1704)
- Karel Ursinus Anhaltsko-Bernburský (18. dubna 1642 – 4. ledna 1660)
- Ferdinand Kristián Anhaltsko-Bernburský (23. října 1643 – 14. března 1645)
- Marie Anhaltsko-Bernburská (25. ledna 1645 – 5. ledna 1655)
- Anna Alžběta Anhaltsko-Bernburská (19. března 1647 – 3. září 1680), ⚭ 1672 Kristián Oldřich I. Württemberský (9. dubna 1652 – 5. dubna 1704)

V roce 1630 se stal její manžel po svém otci Kristiánovi I. anhaltsko-bernburským knížetem. Po manželově smrti v roce 1656 se novým knížetem stal jejich syn Viktor Amadeus.
Eleonora Žofie zemřela 5. ledna 1675 v Ballenstedtu. Pohřbena byla v kryptě zámeckého kostela svatého Aegidiena.